# مانسوا
مانسوا هي مدينة في غينيا بيساو، تقع في إقليم أويو، بلغ عدد سكانها 7,376 نسمة وذلك حسب إحصائيات سنة 2008.

## مدن توأم
المدن التوأم:
- فيلا دو كوندي.